# British Ideal

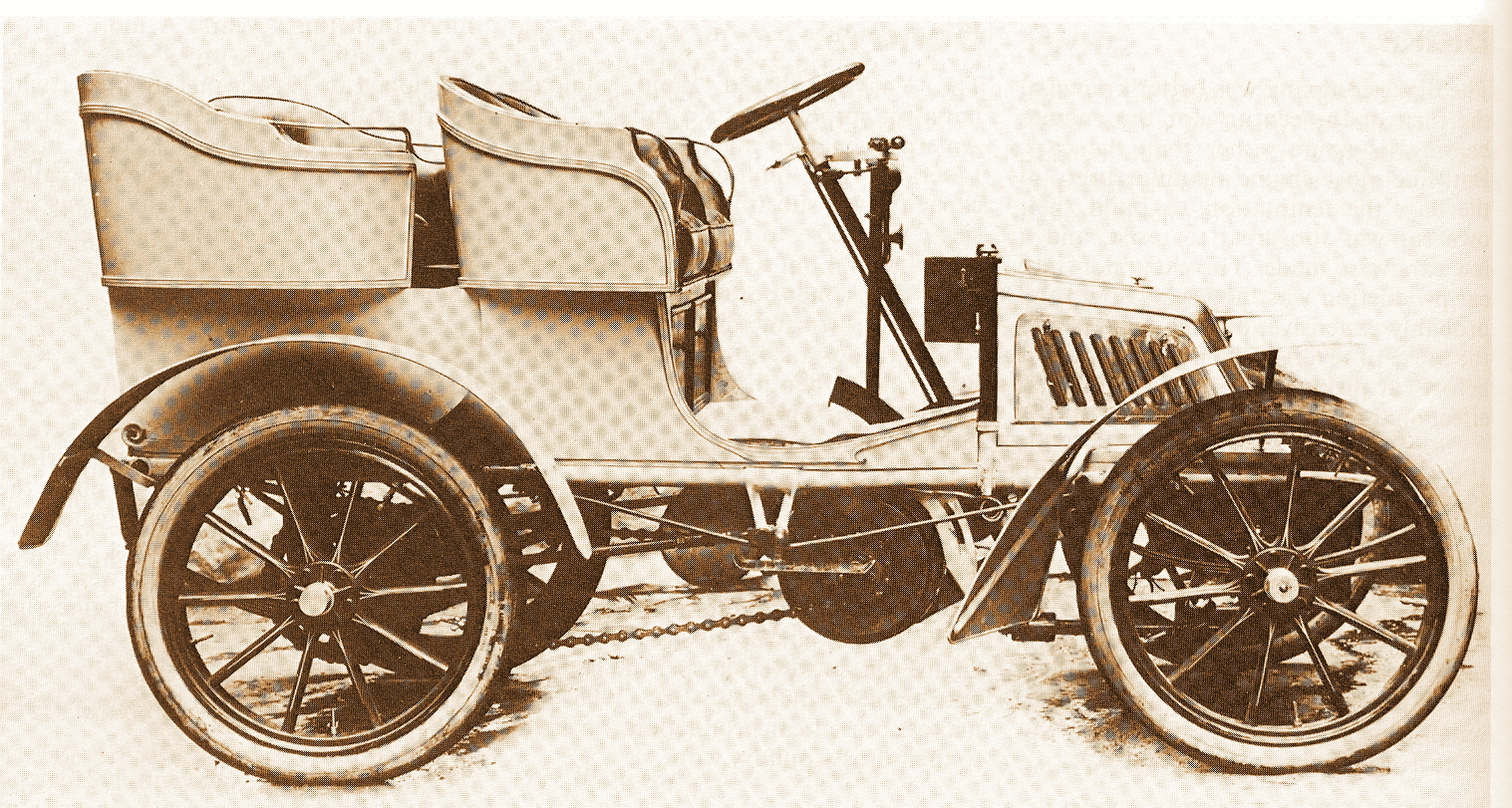
British Ideal (1901)

British Ideal war eine britische Automobilmarke, die nur 1901 von der Montague Hawnt & Co. in Birmingham gefertigt wurde.
Es wurde nur ein Modell gefertigt, der 6½ hp. Die Konstruktion des kleinen, viersitzigen Tonneaus kam aus Belgien. Vorne war ein V2-Motor mit 1,7 l Hubraum eingebaut.
Noch im Jahr des Erscheinens verschwand die Marke wieder vom Markt.

## Modelle
| Modell | Bauzeitraum | Zylinder | Hubraum  | Radstand |
| ------ | ----------- | -------- | -------- | -------- |
| 6½ hp  | 1901        | 2 V      | 1665 cm³ |          |